# أكاكي ميبارياني
أكاكي ميبارياني (28 فبراير 1918 – 31 ديسمبر 1995) هو مبارز بالسيف من الاتحاد السوفيتي راحل، مثّل بلاده في الألعاب الأولمبية الصيفية 1952.

## روابط خارجية
أكاكي ميبارياني على موقع أوليمبيديا (الإنجليزية)